# Марио Пициоло
Марио Пициоло (на италиански: Mario Pizziolo) е бивш италиански футболист, полузащитник и треньор.

## Кариера
Започва кариерата си в школите на Ливорно и Тернана, а по-късно играе за Пистоезе (1925 – 1929), преди да се присъедини към Фиорентина, където играе между 1929 и 1936 г., общо 197 мача и отбелязва 3 гола.

### Национален отбор
Пициоло играе 12 мача за Италия между 1933 и 1934 г., отбелязвайки 1 гол. Той е част от отбора, който печели Световната купа по футбол през 1934 г. на родна почва, където изиграва 1 мач, срещу Испания, в който той е грубо ударен и счупва крак. Тъй като Марио Пициоло не може да играе в другите мачове за Италия, той не получава медал за представянето си до 1988 г., 2 години преди смъртта си.

## Отличия

### Международни
Италия
- Световно първенство по футбол: 1934